# Carcavelos (vino)
El carcavelos es un vino generoso portugués con denominación de origen controlada (DOC). La producción se realiza en la región demarcada de Carcavelos, que abarca parte de los concelhos de Cascaes y Oeiras, situados al oeste de Lisboa. 
Muy protegido durante los tiempos del Marqués de Pombal, que lo producía en su quinta de Oeiras, tiene en la actualidad una producción muy limitada.

## Variedades de uva
- Tintas: Castelão (Periquita) y Preto Martinho.
- Blancas: Galego Dourado, Ratinho y Arinto (Pedernã).